# Materia peccans
Materia peccans (з лат., сутнісно  — Хвороботворна речовина) — латинська фраза, якою згідно з онтологічним поняттям хвороби означається речовина, яка спричиняє і підтримує хворобу в організмі людини.
Фраза Materia peccans походить від давнього латинського вислову «Materia peccante» (лат. - гріховна речовина).
Цим терміном у часи Гіппократа визначалися «шкідливі» або навіть непотрібні речовини організму (слизово-гнійні виділення, катаральний слиз, гній тощо.), які спричиняють і підтримують хворобу. Усунення Materia peccans вважалося необхідною умовою одужання від хвороби та поліпшення самопочуття людини і мало добре прогностичне значення.
Сьогодні ця фраза часто використовується і в переносному сенсі.

## Приклад
- Ернст Теодор Амадей Гофман: «Життєві погляди Кота Мурра»[4]

«Мені робиться легше, я повертаюся до письмового столу. Але те, чим повне серце, випурхує з вуст, і, зрозуміло, з-під кінчика пера поета! Якось мій господар розповідав, що в одній стародавній книзі йдеться про якогось цікавого дивака, в якого в тілі бродила особлива materia peccans, яка виходила тільки через пальці»
Мне делается легче, я возвращаюсь к письменному столу. Но то, чем полно сердце, выпархивает из уст, и, разумеется, из-под кончика пера поэта! Как-то мой хозяин рассказывал, что в одной старинной книге говорится про некоего любопытного чудака, у коего в теле бродила особая materia peccans, выходившая только через пальцы
.